# Jeunesses Musicales International
Jeunesses Musicales Internacional (JMI) és un moviment cultural juvenil que es va fundar a Brussel·les el 1945 amb l'objectiu d'impulsar joves músics a créixer musicalment viatjant arreu.

## Història
Es va fundar en plena Segona Guerra Mundial, en un moment en què la desmoralitzada joventut de la Bèlgica ocupada necessitava un ideal al voltant del qual agrupar-se. Just després de la guerra, l'any 1945, es va fundar la Federació Internacional de Joventuts Musicals, fruit de la voluntat de les Joventuts Musicals de Luxemburg, Bèlgica i França d'intercanviar les seves experiències i la seva activitat en favor de la promoció de la música entre els joves.
Amb seu a Brussel·les, el moviment s'ha estès pels cinc continents i compta amb més de 45 seccions nacionals federades. Cada any s'organitzen més de 40.000 esdeveniments musicals diversos que abracen diversos estils musicals que arriben a uns 5 milions de joves de menys de 30 anys.
Les Joventuts Musicals d'Espanya es van fundar el 1952. El 2016 el banyolí Miquel Cuenca va substituir el barceloní Jordi Roch com a director de l'entitat.

## Ethno Catalonia
Ethno Catalonia és un campus musical que forma part del programa Ethno, impulsat per les Jeunesses Musicales International des de 1990. Aquest és un projecte relacionat amb la música folk, ètnica i tradicional que d'adreça als joves d'entre 16 i 30 anys d'arreu del món i apassionats per la música. Actualment 15 països formen part d'aquest projecte i diferents d'ells amb múltiples edicions. La intenció d'Ethno és construir una plataforma basada en el respecte i la generositat i interactuar per conèixer la cultura i tradicions d'altres països a través de la música folk. Utilitzen un sistema no formal, però sí inspirat en el diàleg, l'experiència i la convivència durant deu dies intensius a través d'activitats lúdiques, dinàmiques i professionals. Ehno Catalonia va celebrar la seva primera edició del 9 al 17 de juliol de 2016 a la ciutat de Banyoles i va comptar amb la participació de 36 músics.